# Valerij Charlamov
Valerij Borisovič Charlamov (rusky: Валерий Борисович Харламов; 14. ledna 1948 – 27. srpna 1981) byl hokejista ze Sovětského svazu a je považován za jednoho z největších hráčů historie. Zemřel při automobilové nehodě. V hlasování Mezinárodní hokejové federace (IIHF) byl v anketě 56 expertů z 16 zemí zvolen jedním z šesti hráčů Týmu století.

## Život
Valerij Charlamov se narodil 14. ledna 1948 v Moskvě Borisovi a Begonitě Charlamovovým. Boris byl mechanikem v továrně Kommunar, zatímco Begonita pracovala u Aeroflotu. Matka Carmen Orive Abad (zvaná Begonita) pocházela za Španělska a byla baskického původu. Do Sovětského svazu se dostala v roce 1937 spolu s dalšími uprchlíky v rámci mezinárodní pomoci během španělské občanské války. Rodiče se seznámili v moskevském závodě Kommunar, kde oba pracovali. Později v roce 1949 se jim narodilo druhé dítě–dcera Taťána.
Valerij byl pohybově nadaný, v dětství rád hrál fotbal a hokej, otec ho poprvé postavil na brusle v sedmi letech. V roce 1956 prožil několik měsíců s matkou a sestrou v Bilbau. Zpět do Sovětského svazu se vrátili na přání otce, který se obrátil na Červený kříž. V roce 1961 onemocněl revmatickou horečkou a lékaři mu zakázali fyzickou námahu a jakýkoliv sport. Přes tento zákaz a bez vědomí matky ho otec v létě 1962 přivedl do hokejové přípravky CSKA Moskva. Valerij se z nemoci zotavil bez následků a tím začala jeho hokejová kariéra.
Byla přerušena v květnu 1976, kdy utrpěl vážná zranění při dopravní nehodě. Na led se vrátil po usilovné rehabilitaci už na podzim téhož roku, i když mu mnozí předpovídali konec sportovní kariéry.
Několik dní před touto nehodou se Charlamov oženil s Irinou Smirnovovou. Měli spolu dvě děti – syna Alexandra a dceru Begonitu.
Druhá automobilová nehoda byla pro Valerije Charlamova osudná. Ve čtvrtek 27. srpna 1981 zahynul spolu se svou manželkou a jejím bratrancem, když se za deště auto řízené Irinou na kluzké vozovce dostalo do smyku a srazilo se s protijedoucím vozidlem. Byl pohřben na Kuncevském hřbitově v Moskvě. Obřadu přihlížely tisíce lidí, ale spoluhráčí z hokejové reprezentace byli v té době v Kanadě. Vítězství v Kanadském poháru věnovali památce Valerije Charlamova.
V době své smrti byl příslušníkem sovětské armády v hodnosti majora.
Po smrti rodičů se o děti starala babička. Alexandr se stal hokejistou, hrál za CSKA Moskva a působil i v USA. Dcera se věnovala moderní gymnastice, získala titul mistryně sportu.

## Hráčská kariéra

### Počátky v CSKA Moskva a reprezentaci SSSR
Valerij Charlamov, ač malý vzrůstem, je mnohými považován za jednoho největších mistrů hokeje. Měřil 173 cm a vážil 75 kg, ale tento handicap překonával talentem a bojovností.  Kombinoval rychlost, velké zrychlení a perfektní držení hole spolu s tvořivostí a nepředvídatelnými pohyby, kterými držel protivníka neustále mimo pozici.
Charlamov začal se systematickým tréninkem hokeje ve 14 letech, kdy vstoupil do Sportovní školy pro děti a mládež týmu CSKA na Leningradsky Prospekt, kde jeho prvními trenéry byli Vitalij Erfilov a Andrej Starovojtov. Dnes je to Specializovaná sportovní škola pro děti a mládež Valerije Charlamova pro olympijské rezervy. Přes počáteční nedůvěru kvůli své drobné postavě byl v roce 1968 zařazen do prvního týmu CSKA. Jeho trenérem se stal Anatolij Tarasov. Společně s Borisem Michajlovem a Vladimírem Petrovem vytvořil Charlamov legendární útočnou řadu, která se prosadila i v reprezentaci SSSR.
Po několika přátelských mezistátních zápasech se s reprezentačním týmem zúčastnil svého prvního mistrovství světa ve Stockholmu roku 1969. Sovětský svaz se stal mistrem světa a Charlamovovi byl po návratu do Moskvy udělen titul Zasloužilý mistr sportu.
V roce 1971 hrál za CSKA Moskva v Elitní sovětské lize. Jeho gólový rekord mu vynesl jeho první cenu "Pro nejlepšího střelce" a byl zvolen do národního All stars týmu. Následující rok se Charlamov dočkal mezinárodního uznání, když svůj národní tým vedl k zlaté medaili na Zimních olympijských hrách 1972. Mimořádnou sezónu korunoval vítězstvím v soutěži střelců a získal první ze svých dvou po sobě jdoucích ocenění pro nejužitečnějšího hráče Sovětského svazu.

### Série století
Během Série století v roce 1972 se stal Valerij Charlamov spolu se svým týmovým spoluhráčem Vladislavem Treťjakem hvězdou hokejového světa. V Montrealu v Kanadě v prvním zápase z osmi v mezinárodní sérii proti nejlepším profesionálům z Kanady relativně neznámý Charlamov udivil kanadské fanoušky a jejich hvězdný hokejový tým svoji výbušnou rychlostí, hbitostí a sílou ve skórování. Charlamov byl vyhlášen nejužitečnějším hráčem zápasu poté, co vstřelil dva góly a dovedl svůj tým k vítězství, které zatřáslo základy kanadského profesionálního hokeje.
Charlamov byl také nejtrestanějším sovětským hráčem Série, počet jeho minut převýšili pouze Kanaďané Bobby Clarke a J. P. Parisé, který měl hádku s rozhodčím.
V šestém zápase divoce bojované série sekl Kanaďan Clarke z týmu Philadelphia Flyers Charlamova po levém kotníku a způsobil mu zlomeninu. Ačkoliv Charlamov v šestém zápase statečně pokračoval, nebyl schopen hrát v sedmém zápase a v posledním zápase nebyl efektivní. Někteří pozorovatelé říkají, že toto zranění bylo klíčovým incidentem, který převrátil vyrovnanost série v kanadský prospěch, když otočili z 3:1. Komentátoři se domnívali, že neustálé sekání Charlamova bylo za účelem neutralizace jeho nebezpečí při skórování. O několik let později řekl John Ferguson Sr., asistent trenéra Kanady: „Zavolal jsem Clarka ke střídačce, podíval se na Charlamova a řekl: ´Myslím, že na kotníku potřebuje náplast´. Dvakrát jsem o tom nepřemýšlel. Bylo to My proti Nim. A Charlamov nás zabíjel. Myslím, že to někdo musel udělat.“
Na konci série toužili skauti z NHL po tom, získat Charlamova, ale během období studené války nebylo žádnému hráči Sovětského svazu dovoleno opustit zemi. Respekt k Charlamovovým schopnostem byl tak veliký, že ho tou dobou mnoho kanadských dětí jmenovalo jako svého oblíbeného hráče a v Sovětském svazu byl národním hrdinou a inspirací pro nejmenší začít hrát hokej.

### Pozdější kariéra

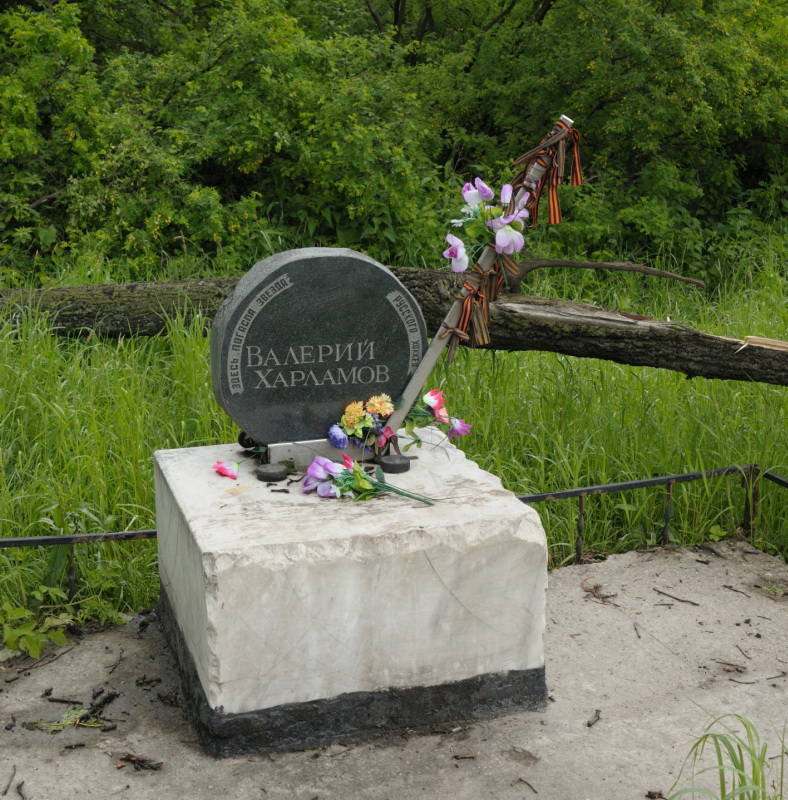
památník na místě tragické nehody Valerije Charlamova na Leningradské silnici

V roce 1973 hrál za tým CSKA v sovětské lize, zůstal hvězdou a byl klíčovou částí sovětské reprezentace, která po další tři roky vyhrávala mistrovství světa. Na zimních olympijských hrách 1976 vstřelil vítězný gól ve finále a získal svoji druhou zlatou olympijskou medaili. Na mistrovství světa v Polsku ve stejném roce byl Charlamov vyhlášen nejlepším útočníkem a zařazen do All stars týmu.
Během severoamerického turné hrál proti Philadelphia Flyers a tvrdým úderem byl knokautován hráčem Flyers Edem Van Impem, což způsobilo, že Charlamovovi spoluhráči opustili na protest led.
Později na jaře byl vážně zraněn při automobilové nehodě a po nějaký čas nebylo pokračování jeho hokejové kariéry jisté. Nebyl schopen hrát na Kanadském poháru v září 1976, ale v prosinci se vrátil do sovětské reprezentace na turnaji o cenu Izvestijí. Hrál na dalších třech mistrovstvích světa pod novým trenérem Viktorem Tichonovem.
Nikdy už ale nebyl hráčem, jakým dříve byl. Byl členem sovětského týmu, který prohrál se Zázrakem na ledě americkým týmem ve finálové skupině Zimní olympiády 1980 v Lake Placid, ale získal stříbrnou medaili. Útočná trojice Michajlov-Petrov-Charlamov byla obviněna ze slabé hry a hráči nabídli, že co nejdříve ukončí svou kariéru. Sezóna 1981–1982 měla být pro Charlamova poslední v aktivní kariéře, chtěl dokončit studium na vysoké škole. Připravoval se na zápasy, ale trenér Tichonov ho nezařadil do reprezentace pro Kanadský pohár. Charlamov se cítil v dobré kondici a toto rozhodnutí bral jako velkou křivdu.
V srpnu 1981 si další automobilová nehoda blízko Moskvy vzala jeho život ve věku 33 let.

## Ocenění
V roce 1998 byl Valerij Charlamov posmrtně uveden do síně slávy Mezinárodní hokejové federace (IIHF).
V listopadu 2005 byl uveden do Hokejové síně slávy spolu s Camem Neelym a bývalým prezidentem kanadského hokeje Murraym Costellem.
Každý rok je nejlepšímu ruskému hráči NHL udělena cena Valerije Charlamova podle hlasování všech ruských hráčů v NHL.
Kontinentální hokejová liga má divizi nesoucí jeho jméno.
V ligovém dresu CSKA Moskva sehrál Charlamov celkem 438 zápasů a nastřílel 293 gólů. V 286 mezistátních zápasech nastřílel 185 gólů. Je třetím nejlepším střelcem v historii mistrovství světa (74 branek).
- Kariéra – týmové ceny:
  - 11násobný mistr Sovětského svazu
  - 8násobný mistr světa
  - 2násobný zlatý medailista olympijských her
- Kariéra – osobní:
- Národní ocenění:
  - Nejužitečnější hráč sovětské ligy 1972, 1973
  - All Stars Sovětského svazu 1971–1976, 1978
  - Nejvíce gólů 1971
  - Nejvíce bodů 1972
- Mezinárodní ocenění:
  - Nejlepší útočník mistrovství světa 1976
  - All Star IIHF: 1972, 1973, 1975, 1976

## Perličky
- Ruská hvězda Ilja Kovalčuk nosí na jeho počest č. 17
- Ruská hvězda Jevgenij Malkin nosí také na Charlamovu počest č. 71 (převrácené 17).